# Lepthyphantes magnesiae
Lepthyphantes magnesiae este o specie de păianjeni din genul Lepthyphantes, familia Linyphiidae, descrisă de Brignoli, 1979.
Este endemică în Grecia. Conform Catalogue of Life specia Lepthyphantes magnesiae nu are subspecii cunoscute.